# Hánuman

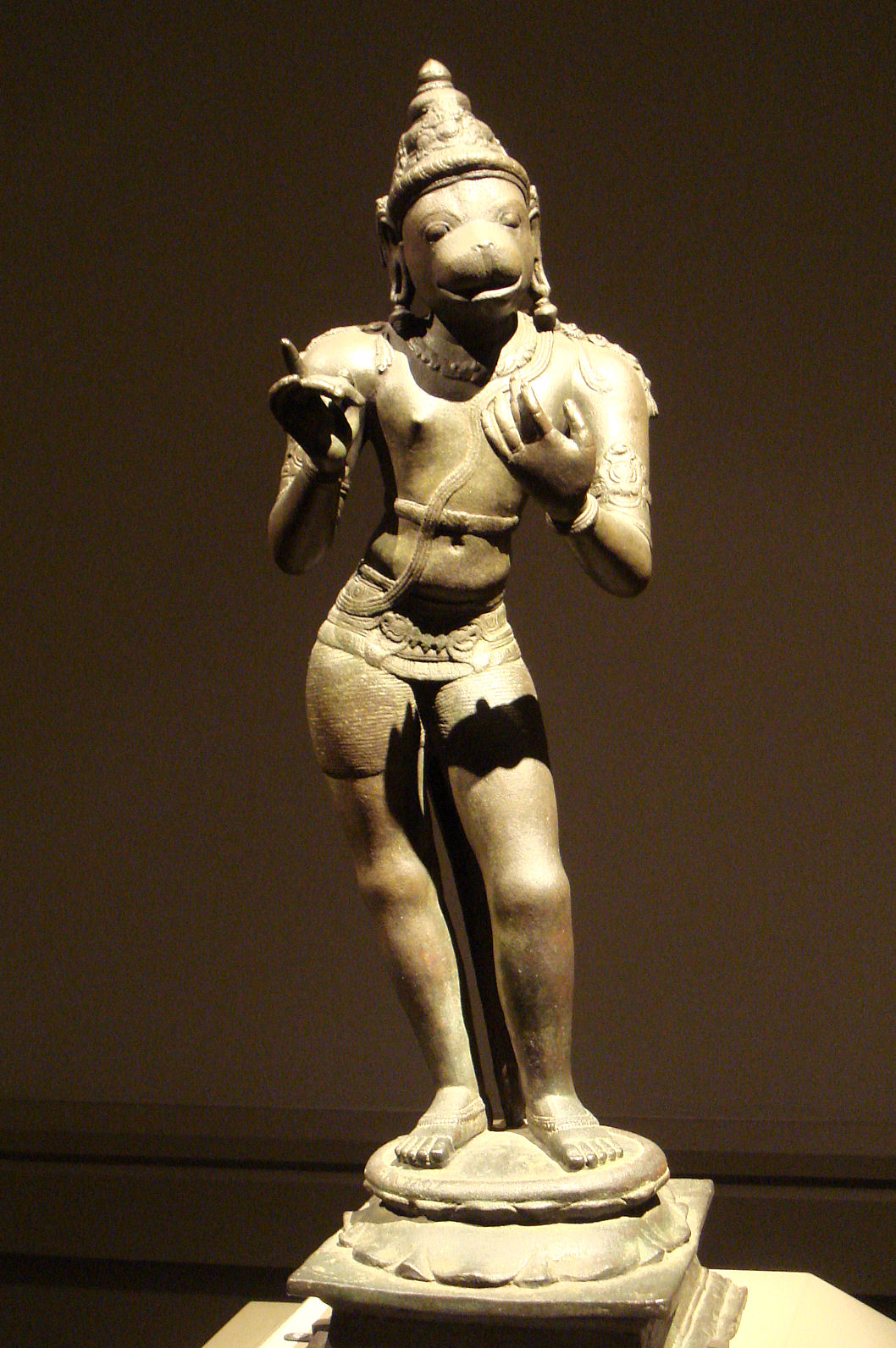
Estatua de Hánuman. Dinastía chola (hacia el).

En la mitología hinduista, Hánuman es un dios mono, quienes lo consideran un aspecto del dios Shiva. Es el fiel compañero del rey-dios Rama (uno de los diez avatares de Visnú) y una de las deidades más importantes del panteón hindú, en el Ramayana, donde le ayuda en su expedición en contra del ejército liderado por el malvado demonio Rávana. Posee un poder y una fuerza física casi ilimitada, hasta el punto de que al nacer saltó hasta el sol al confundirlo con una fruta.
Su nombre significa ‘el que tiene mandíbula [grande]’ (siendo janu: ‘mandíbula’, mat: ‘posee’).

## Origen

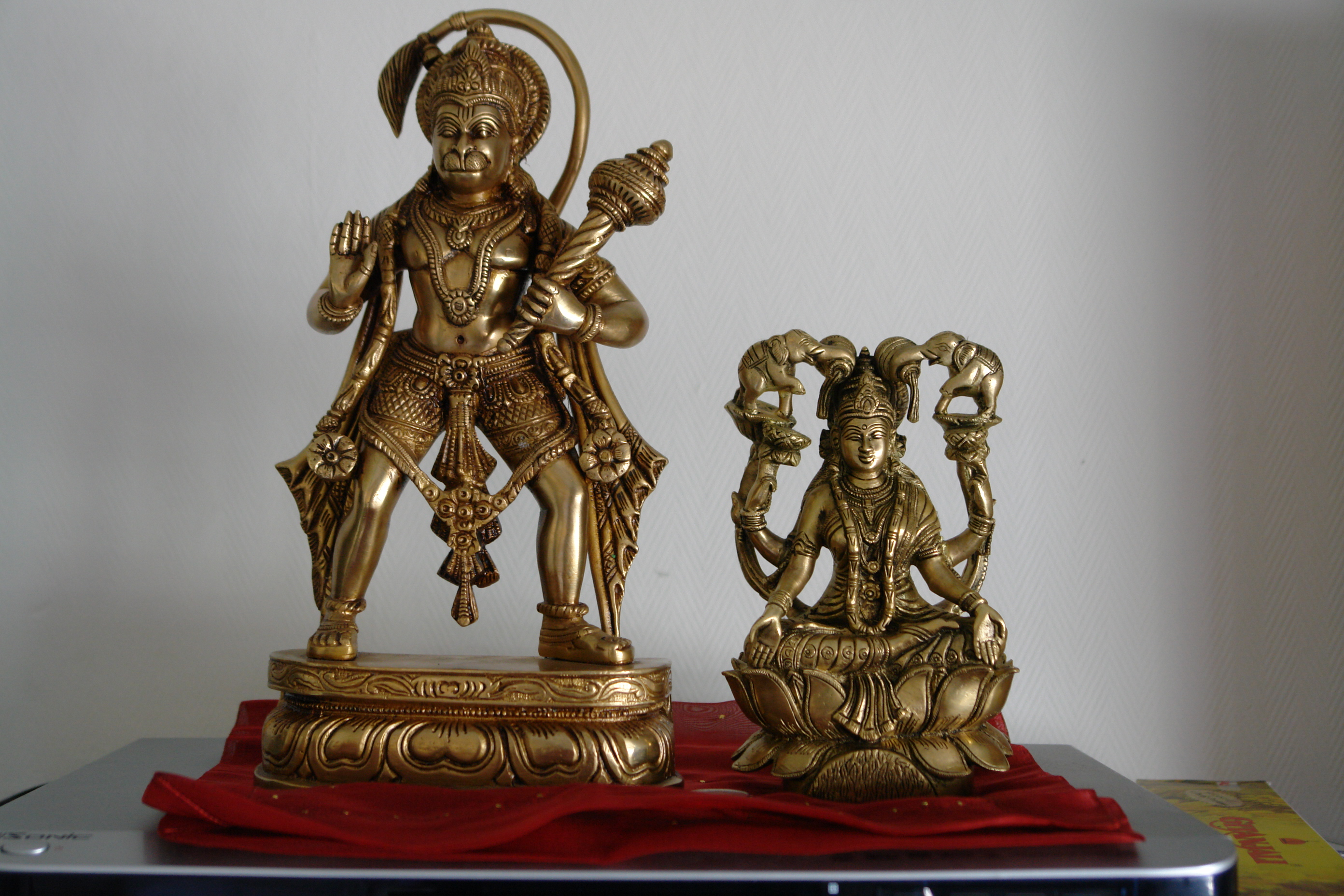
Dos deidades hindúes: a la izquierda Hánuman y a la derecha la diosa Lakshmí (esposa del dios Vishnú).

El gurú de los dioses tenía una sirvienta llamada Punyikastala. Debido a una querella, ella recibió la maldición de quedar convertida en mona, y solo recobraría su forma si daba a luz a una encarnación de Shivá. Al renacer como Añyana, ella llevó una vida de gran austeridad y sacrificio en honor a Shivá, quien finalmente se compadeció de ella y aceptó ayudarla a deshacerse de su maleficio.
En una ocasión, mientras Agní, el dios del fuego, le daba un plato de dulces sagrados a Dasarath, rey de Ayodhya, para que los repartiera entre sus esposas con el fin de que tuvieran niños divinos, se acercó un águila y robó uno de los pasteles y lo soltó en las manos de Añyana mientras ella meditaba. Ella comió el postre divino y dio a luz a Jánuman. Así, Shivá encarnó en Añyana, adoptando la forma de un mono y contando con la bendición de Pavana, el dios del viento, quien se convirtió en el abuelo de Jánuman. Su nacimiento liberó del embrujo a su madre, quien decidió retornar al paraíso. Antes de su partida, le reveló al pequeño Jánuman que sería inmortal y que su alimento serían frutas maduras y brillantes como el sol. Siendo niño, fue aceptado como discípulo por Surya (el dios Sol), quien le enseñó los sutras. El extraordinario poder de concentración de Jánuman le permitió memorizarlos en tan solo 60 horas.
A Jánuman se le distingue particularmente por su gran fuerza física y su carácter virtuoso. También se lo considera un erudito que domina las seis escuelas de gramática, los cuatro Vedas y los seis shastras. El Dios Mono no se jacta de lo mucho que sabe; es la expresión misma de la humildad.

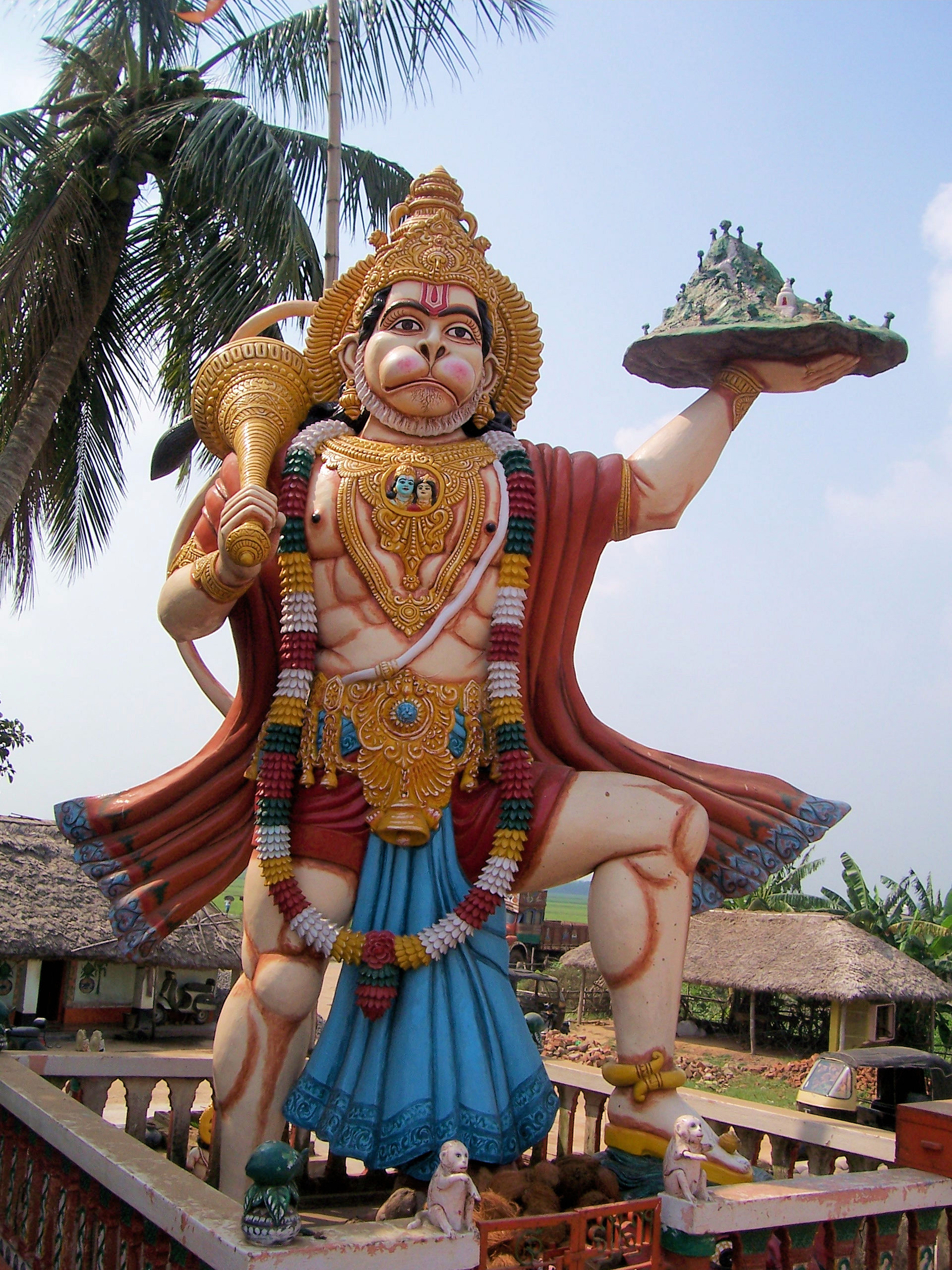
Estatua de Jánuman en Haladiagada, en Kendrapada (Estado de Orisa, India).
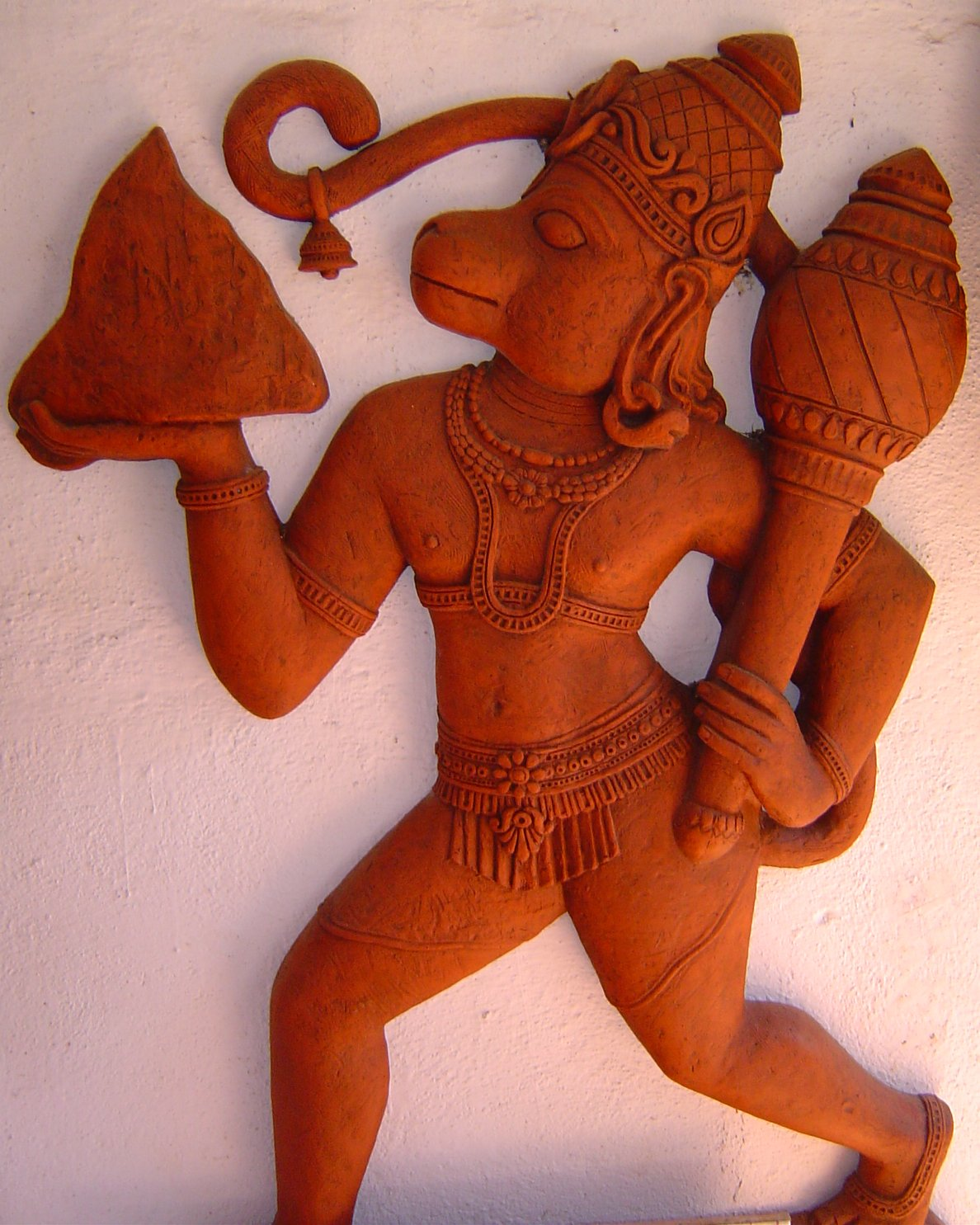
Escultura de terracota de Hánuman volando, mientras carga la cima de la montaña con la planta medicinal que curará a Rama envenenado.
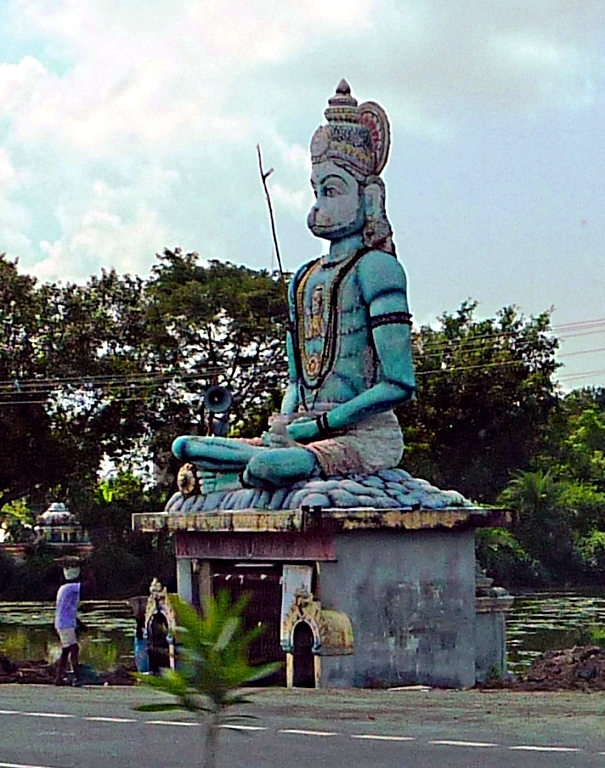

## Hanuman en elRamayana
Hanuman aparece por primera vez en el Ramayana, el libro escrito por el legendario Valmiki que cuenta la vida del dios Rama haciendo especial hincapié en su etapa en el bosque y en el episodio de Sita y Ravana.
El rey dios Rama había sido desterrado de Ayodhia junto con su hermano Lakshmana y su esposa Sita, habiendo ido los tres a vivir al bosque donde protegían a diversos hombres santos de los demonios que les acosaban. Sin embargo, en Sri Lanka, el rey demonio Rávana se había enamorado profundamente de la legendaria belleza de Sita, por lo que creó un ciervo blanco y lo soltó en el bosque junto a la cabaña donde los héroes vivían. 
Al ver el ciervo, Sita le pidió a Rama que lo capturara para ella, y él aceptó con la condición de que Lakshmana se quedara en la cabaña para protegerla. Pero Rama no volvía, y al final Lakshmana decidió ir a buscarle. Antes de partir, trazó una línea en el suelo en torno a la cabaña y le dijo a Sita que no la cruzara bajo ninguna circunstancia. Pero esto formaba parte del plan de Rávana: disfrazado de santo, engañó a Sita para que cruzara la línea y se la llevó con él a Sri Lanka. Durante el vuelo del demonio, Sita fue dejando caer sus joyas para así marcar el camino a Rama.
Es en este momento en el que Hanuman aparece en la historia. Tras volver a la cabaña y ver que Sita no está, Rama y Lakshmana comienzan a buscarla por todas partes. De pronto se encuentran con el gran águila Jatayu, que está horriblemente herido y les cuenta lo que ha ocurrido: Rávana ha secuestrado a Sita, cuando Jatayu intentó detener al demonio, este le cortó las alas. Rama decide entonces recurrir al pueblo de los monos, que lo ayudan después de que Rama restaure al príncipe Sugriva en el trono. Sugriva, en agradecimiento, le presenta al general de las tropas: Hanuman.
Al ver al dios Rama (reencarnación de Vishnu), el corazón de Hanuman (reencarnación de Shiva) se llena de alegría y devoción, y se arrodilla a sus pies declarando que le servirá en todo lo que necesite. Rama le pide que le ayude a encontrar a Sita, y juntos se dirigen al sur de India donde se encuentran con el mar, que les impide cruzar hasta el reino de Rávana en Sri Lanka. Rama decide construir, con ayuda del pueblo de los monos, un puente que le ayude a cruzar, y envía a Hanuman a la isla para comprobar cómo está Sita. Hanuman entonces crece hasta alcanzar un tamaño colosal, y de un solo salto alcanza la isla. El dios mono comienza a buscar a Sita y la encuentra en los jardines del palacio de Rávana; se presenta ante ella como un enviado de Rama, y le ofrece subir a su espalda para llevarla con Rama. Sita se niega, afirmando que solo su marido podrá llevársela del palacio de su secuestrador, y Hanuman se dirige entonces al interior del palacio, donde se presenta ante Rávana en la sala del trono. Hanuman advierte a Rávana de que Rama, el esposo de Sita, está de camino a la isla, y que si no quiere perecer a manos del dios debe devolver a Sita a su esposo. Furioso por la arrogancia de Hanuman, Rávana ordena que sea encadenado y se le prenda fuego, tras lo cual Hanuman corre enloquecido por toda la isla, incendiando y destruyendo todo a su paso, hasta que salta al mar y regresa con Rama.
Tras contarle a Rama lo sucedido, este se apresura en construir el puente y llegar a Sri Lanka, donde, junto a los monos, vencerá al ejército de demonios, matará a Ravana y recuperará a Sita.
Tras este episodio, Rama y Sita, junto con Lakshmana, regresan al bosque. Rama agradece a Hanuman toda la ayuda prestada y le indica que ya no es necesario que continúe sirviéndoles, pero Hanuman se arrodilla a los pies de la pareja divina y se niega a abandonarlos. Lakshmana le pide entonces que demuestre su amor por Rama y Sita, para que así ellos acepten su servicio, y Hanuman, sin levantarse, hunde sus garras en su pecho y lo abre de par en par: en su interior se ve su corazón, y sobre el corazón aparece la imagen de Rama y Sita. Conmovidos ante tal acto de fidelidad, Rama y Sita lo aceptan junto a ellos. Hanuman se convierte así en el servidor de la pareja divina, compañero de Lakshmana al servicio de Rama, y es considerado desde entonces el protector de los enamorados y la personificación de la humildad.

## Los vánaras
La historia de Jánuman con la cara quemada por el fuego en Sri Lanka puede haberse originado en una especie de monos que existen aún hoy en la isla, los langures de Jánuman, que tienen la cara negra y el cuerpo gris claro.

## Adoración en India
En la actualidad, Hánuman sigue siendo adorado no solo en India, sino también en otros sitios de Asia. Es considerado protector de los enamorados, símbolo de la lealtad, valor, fidelidad, abnegación y amistad. Su imagen puede ser vista en casi todas las instituciones oficiales de India, desde la policía y el ejército hasta la casa de los que dedican su existencia al servicio de los demás.

## En China
Algunos escritores creen que el personaje Sun Wukong de la mitología china está parcialmente inspirado por Hánuman.